# Paul Lemerle
Paul Lemerle (ur. 22 kwietnia 1903 w Paryżu, zm. 17 lipca 1989 w Paryżu) – francuski historyk, mediewista, bizantynolog.

## Życiorys
Ukończył École française w Atenach. Studiował w Dijon. Doktorat w 1945.
Następnie zatrudniony w Ecole Pratique des Hautes Etudes (1947–1968), na Sorbonie (1958–1967) oraz w Collège de France (1967–1973). Pełnił funkcję prezesa Association Internationale des Etudes Byzantines.

## Publikacje
- Histoire de Byzance, 1960.
- Philippes et la Macédoine orientale à l’époque chrétienne et byzantine, 1945.
- Le premier humanisme byzantin, 1971.
- The agrarian history of Byzantium from the origins to the twelfth century, 1979.
- Byzantine humanism, the first phase, 1986.
- Cinq études sur le XIe siècle Byzantin, 1977.
- Essais sur le monde byzantin, 1980.
- A history of Byzantium, 1964.
- Le monde de Byzance, 1978.
- Les plus anciens recueils des miracles de Saint Démétrius et la pénétration des Slaves dans les Balkans, 1979.
- Le style byzantin, 1943.
- L' émirat d'Aydin, Byzance et l'Occident, 1957.
- Élèves et professeurs à Constantinople au Xe siècle, 1969.